# Phrissoma terricolum
Phrissoma terricolum là một loài bọ cánh cứng trong họ Cerambycidae.